# Тврђава Кристијансборг
Кристијансборг (дан. Fort Christiansborg) позната као и Сан Франсиско Шавијер и Осу, је утврђење и дворац у граду Осу, предграђу Акре у Гани. Изградили су га Данци 1661. године. Пре тога су на овом простору постојали португалски војни логори. Током своје историје често је мењао власнике, а најдуже је био у поседу Данаца, као главни град њихове колоније Златна обала.

## Историја
Овај локалитет први су запосели Португалци 1550. године изградивши војни логор. До средине XVII века њихова власт и надмоћ су нестале, тако да бива у потпуности напуштен. Током 1650-их Швеђани преузимају власт и граде мало утврђење. У међувремену Холанђани окупирају тврђаву, а затим је 1657. преузима Данска-Норвешка. Данци проширују тврђаву и дају јој име Кристијансборг, према Кристијану Петом, краљу Данске и Норвешке. Главна намена утврђења била је трговина златом, слоновачом и робљем.
Током 1679. године португалска флота је преузела управу над Кристијансборгом. Португалци су изградили капелу и променили име тврђаве у Сан Франсиско Шавијер. Задржали су се све до 1682, када су и последњи тргови напустили Златну обалу. Данци поново преуизмају власт над Кристијансборгом.
Локални народ Акваму извршио је окупацију тврђаве 1693. године да би је годину дана касније продао Данској. Британци су 1850. купили све данске поседе на Златној обали укључујући и Кристијаснборг. Земљотрес из 1862. године добрим делом је уништио дворац и тврђаву. После обнове постао је седиште британске колонијалне бласти на Златној обали. Након проглашења независности Гане, дворац осу потао је председничка палата, а у новије време претворен је у седиште владе Гане.